# Chiesa del Redentore e di Tutti i Santi
L'ex chiesa del Redentore e di Tutti i Santi è stato un luogo di culto anglicano attivo a Viareggio dal 1910 fino al suo definitivo smantellamento nel 1977. 
Oggi nell'edificio sconsacrato ha sede una pizzeria. 

## Storia
Alla fine del XIX e all'inizio del XX secolo, Viareggio era sede di una fiorente comunità inglese. 
Fin dal 1900 era attivo un ufficio di cappellania che svolgeva le funzioni religiose in una stanza dell’Hotel Paris et Soleil e nel 1904 venne inaugurata una nuova sala in un'abitazione privata. 
Nel 1909 la contessa Louise Jenison ottenne il permesso di costruire un a chiesa su un proprio appezzamento di terreno, tra via Leonardo da Vinci e via della Costa (oggi via IV Novembre).
I lavori ebbero inizio il 1º novembre 1909, mentre la chiesa fu aperta al culto il 25 dicembre 1910. 
Da notare che nel 1912 fu aperta anche un piccolo cimitero inglese all'interno dei cimiteri pubblici, esistente fino al 2001.  
Dopo la morte della contessa, nel 1931, la chiesa passò alla Diocesi di Gibilterra in Europa.
La comunità inglese calò costantemente di numero, fino a disperdersi con gli eventi della Seconda Guerra Mondiale. Nel dopoguerra la chiesa fu gestita per alcuni periodi dalla chiesa valdese. 
Infine, nel 1977 fu sconsacrata e venduta. 